# Théâtre du Vieux-Colombier
Théâtre du Vieux-Colombier (česky Divadlo Starý holubník) je avantgardní pařížské divadlo, které bylo znovuobnoveno v roce 1994 po rozsáhlé rekonstrukci a od té doby funguje jako pobočná scéna Comédie-Française. V letech 1974 až 1993 bylo zrušeno a málem odstraněno. Jedná se o divadlo, které ovlivnilo a silně inspirovalo Jiřího Voskovce, během svého studijního pobytu ve Francii. Proslavil jej herec Jacques Copeau, otec francouzské avantgardy svým herectvím, scénografií a neobvyklými postupy obsahujícími dadaismus a surrealismus. Zpracovávala se díla autorů jako byli G. Apollinaire, J. Cocteau, A. Artaud a R. Vitrac.

## Idea kritického divadla
Jacques Copeau přišel v lednu 1912 na myšlenku založit divadlo, kde by se kritika snoubila s uměleckou praxí, převážně by byl kladen důraz na výrazové herectví. Usiloval vytvořit experimentální prostor s novými herci. Odmítl bezduché zkomercionalizované divadlo. Měla vzniknout jakási opozice Comédie-Française „Molièrova domku“ málo kreativního, vyumělkovaného a nesvobodného. Měla to být vzpoura proti vyumělkovanosti, viktoriánskému dekorativismu, proti Art nouveau. Tento divadelní minimalista se pokusil o návrat k otevřenému divadelnímu prostoru jakým bylo původní lidové divadlo či japonské divadlo Nó, které používalo také ve velké míře divadelní masky.
Založil tedy divadelní společnost a nalezl místo pro divadlo na Rue du Vieux-Colombier. Spoluzakladatelem byl také Charles Dullin, herec a farmaceut Louis Jouvet, Blanche Albane, Jane Lory, Roger Karl a Suzanne Bing.
22. října roku 1913 bylo otevřeno hrou Žena zabitá dobrotou autora Thomase Heywooda.
Divadélko Vieux Colombier mělo i hereckou školu. Kromě všestranných dovedností cvičili herce v pantomimě a v improvizaci přesně v duchu staré italské komedie dell'arte. Po 1. světové válce tu vyučovali i klauni bratři Fratellini. Za 1. světové války podnikl Copeau se souborem velké turné po USA, kde inspiroval vznik moderního amerického divadla. Odehrál několik sezón v New Yorku. V tomto divadélku ve čtyřicátých letech realizoval své hry také J. P. Sartre.

## Odkaz divadla
Nejdále Copeauovu teorii o masce rozvinul jeho žák Etienne Decroux, který začal zkoumat a vyvíjet nové možnosti pantomimy až do sochařské formy a naturalismu. Jacques Lecoq přispíval obrovsky k vývoji pantomimy a fyzického divadla s jeho tréninkovými metodami. Také divadlo přispělo bohatou měrou ke vzniku Osvobozeného divadlo v podobě, jakou mu dalo duo Voskovec-Werich.